# Halowe Mistrzostwa Świata w Lekkoatletyce 1995 – bieg na 60 m przez płotki kobiet
Bieg na 60 m przez płotki kobiet – jedna z konkurencji rozgrywanych podczas halowych mistrzostw świata w lekkoatletyce w 1995. Eliminacje i półfinały odbyły się 11 marca, a finał został rozegrany 12 marca.
Do eliminacji zgłoszonych zostało 30 zawodniczek z 23 państw.
Zawody w tej konkurencji wygrała reprezentantka Kuby Aliuska López. Drugą pozycję zajęła zawodniczka z Kazachstanu Olga Szyszygina, trzecią zaś reprezentująca Słowenię Brigita Bukovec.

## Wyniki

### Eliminacje
Źródło: 
Bieg 1
| Miejsce | Zawodniczka         | Państwo  | Wynik | Uwagi |
| ------- | ------------------- | -------- | ----- | ----- |
| 1.      | Brigita Bukovec     | Słowenia | 8,05  |       |
| 2.      | Carla Tuzzi         | Włochy   | 8,10  |       |
| 3.      | Monica Grefstad     | Norwegia | 8,20  |       |
| 4.      | Aleksandra Paschina | Rosja    | 8,21  |       |
| 5.      | Angela Coon         | Kanada   | 8,23  |       |
| 6.      | Regina Ahlke        | Niemcy   | 8,25  |       |
| 7.      | Chan Sau Ying       | Hongkong | 8,46  |       |
| –       | Elke Wölfling       | Austria  | DSQ   |       |

Bieg 2
| Miejsce | Zawodniczka         | Państwo           | Wynik | Uwagi |
| ------- | ------------------- | ----------------- | ----- | ----- |
| 1.      | Aliuska López       | Kuba              | 8,08  |       |
| 2.      | Jacqui Agyepong     | Wielka Brytania   | 8,09  |       |
| 3.      | Ołena Suchoruczenko | Ukraina           | 8,27  |       |
| 4.      | Liliana Năstase     | Rumunia           | 8,28  |       |
| 5.      | Jane Flemming       | Australia         | 8,29  | PB    |
| 6.      | Caren Jung          | Niemcy            | 8,29  |       |
| 7.      | Lynda Tolbert-Goode | Stany Zjednoczone | 8,31  |       |
| –       | Ana Barrenechea     | Hiszpania         | DNF   |       |

Bieg 3
| Miejsce | Zawodniczka          | Państwo           | Wynik | Uwagi |
| ------- | -------------------- | ----------------- | ----- | ----- |
| 1.      | Olga Szyszygina      | Kazachstan        | 7,95  |       |
| 2.      | Monique Tourret      | Francja           | 8,00  |       |
| 3.      | Julie Baumann        | Szwajcaria        | 8,04  |       |
| 4.      | Dionne Rose          | Jamajka           | 8,13  | PB    |
| 5.      | Cheryl Dickey        | Stany Zjednoczone | 8,19  |       |
| 6.      | Marica Erica Niculae | Rumunia           | 8,37  |       |
| 7.      | Iveta Rudová         | Czechy            | 8,37  |       |

Bieg 4
| Miejsce | Zawodniczka           | Państwo         | Wynik | Uwagi |
| ------- | --------------------- | --------------- | ----- | ----- |
| 1.      | Patricia Girard       | Francja         | 8,01  |       |
| 2.      | Michelle Freeman      | Jamajka         | 8,06  |       |
| 3.      | Nicole Ramalalanirina | Madagaskar      | 8,09  |       |
| 4.      | Zhou Hongyan          | Chiny           | 8,15  |       |
| 5.      | Samantha Farquharson  | Wielka Brytania | 8,21  |       |
| 6.      | Odalys Adams          | Kuba            | 8,37  |       |
| 7.      | Isabel Abrantes       | Portugalia      | 8,46  |       |

### Półfinały
Źródło: 
Bieg 1
| Miejsce | Zawodniczka         | Państwo           | Wynik | Uwagi |
| ------- | ------------------- | ----------------- | ----- | ----- |
| 1.      | Aliuska López       | Kuba              | 7,91  | NR    |
| 2.      | Olga Szyszygina     | Kazachstan        | 7,91  |       |
| 3.      | Monique Tourret     | Francja           | 8,01  |       |
| 4.      | Cheryl Dickey       | Stany Zjednoczone | 8,03  | PB    |
| 5.      | Dionne Rose         | Jamajka           | 8,04  | PB    |
| 6.      | Julie Baumann       | Szwajcaria        | 8,10  |       |
| 7.      | Carla Tuzzi         | Włochy            | 8,16  |       |
| 8.      | Ołena Suchoruczenko | Ukraina           | 8,28  |       |

Bieg 2
| Miejsce | Zawodniczka           | Państwo         | Wynik | Uwagi |
| ------- | --------------------- | --------------- | ----- | ----- |
| 1.      | Brigita Bukovec       | Słowenia        | 7,94  |       |
| 2.      | Jacqui Agyepong       | Wielka Brytania | 8,02  | NR    |
| 3.      | Patricia Girard       | Francja         | 8,06  |       |
| 4.      | Michelle Freeman      | Jamajka         | 8,07  |       |
| 5.      | Monica Grefstad       | Norwegia        | 8,09  |       |
| 6.      | Nicole Ramalalanirina | Madagaskar      | 8,11  |       |
| 7.      | Zhou Hongyan          | Chiny           | 8,23  |       |
| 8.      | Aleksandra Paschina   | Rosja           | 8,25  |       |

### Finał
Źródło: 
| Miejsce | Zawodniczka      | Państwo           | Wynik | Uwagi |
| ------- | ---------------- | ----------------- | ----- | ----- |
| 01 !    | Aliuska López    | Kuba              | 7,92  |       |
| 02 !    | Olga Szyszygina  | Kazachstan        | 7,92  |       |
| 03 !    | Brigita Bukovec  | Słowenia          | 7,93  |       |
| 4.      | Monique Tourret  | Francja           | 7,98  |       |
| 5.      | Jacqui Agyepong  | Wielka Brytania   | 8,01  | NR    |
| 6.      | Cheryl Dickey    | Stany Zjednoczone | 8,19  |       |
| 7.      | Michelle Freeman | Jamajka           | 8,21  |       |
| –       | Patricia Girard  | Francja           | DNF   |       |